# براند ناگلبرگ
براند ناگلبرگ (به آلمانی: Brand-Nagelberg) یک منطقهٔ مسکونی در اتریش است که در ناحیه گموند واقع شده‌است. براند ناگلبرگ ۱٬۸۲۰ نفر جمعیت دارد.